# Кара-оол Шолбан Валерійович
Шолбан Валерійович Кара-оол (тув. Шолбан Валерий оглу Кара-оол; нар. 18 липня 1966, Чодураа, Улуг-Хемський район Тувинська АРСР, СРСР) — Глава Республіки Тува з 2007 року. Член Вищої ради партії «Єдина Росія». Кандидат економічних наук.
Дійсний державний радник Республіки Тива 1 класу. Володіє німецькою мовою.

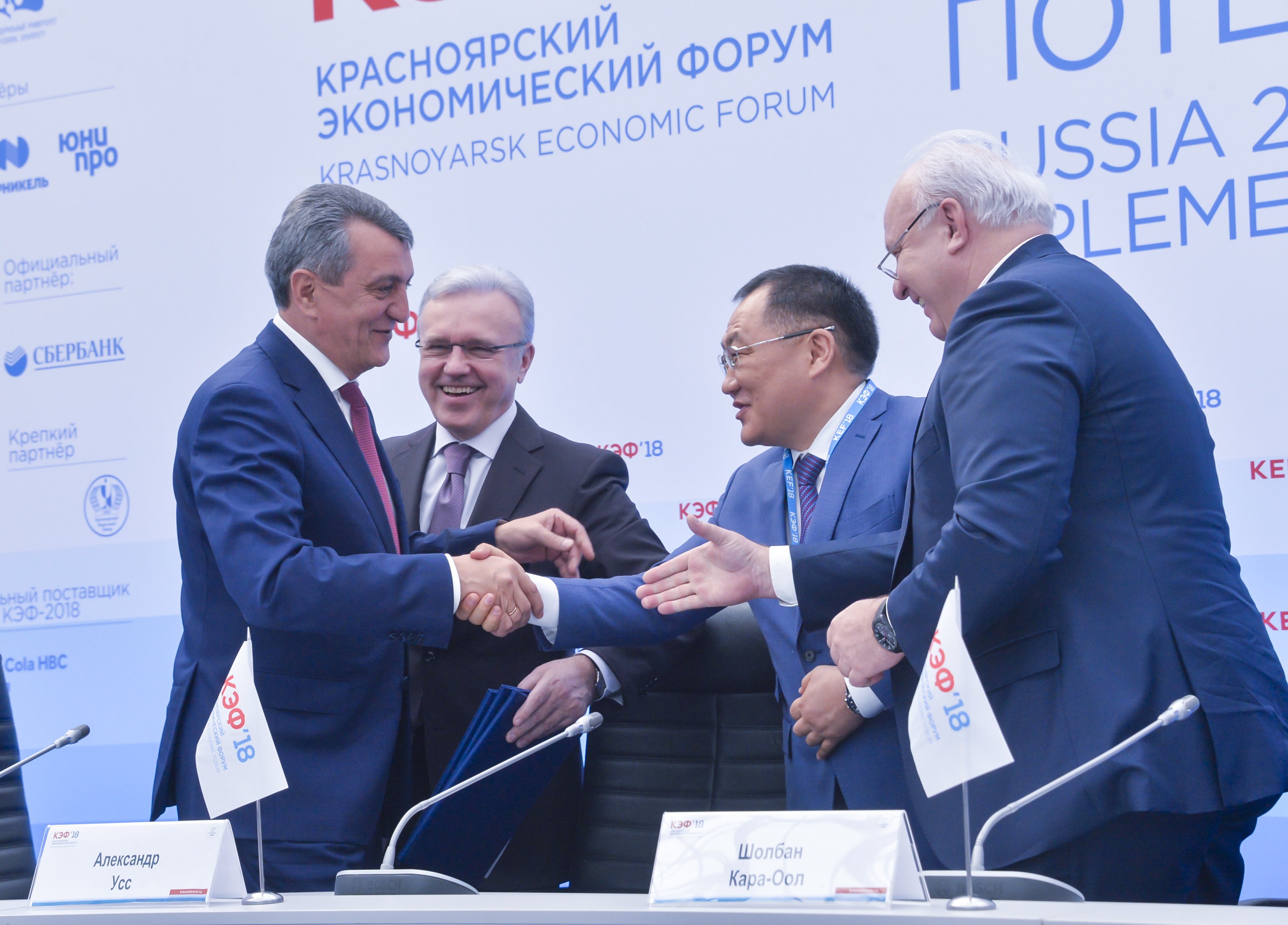
Глави Тиви, Красноярського краю, Хакасії і повноважний представник Президента РФ в СФО: Шолбан Кара-оол, Олександр Усс, Віктор Зімін та Сергій Меняйло на КЕФ-2018

## Біографія
Шолбан Кара-оол народився 18 липня 1966 року в селі Чодураа Улуг-Хемського району Тувинської АРСР в інтелігентній родині суспільствознавців. Батько був директором школи, а потім і радгоспу. Мати — вчителька рідної мови, суспільствознавець-історик, активістка жіночого руху.
Сім'я багато переїжджала по Тиві. Коли маленькому Шолбану було п'ять років, вони переїхали в Кизил-Даг Чаа-Хольського кожууна, де він провчився до другого класу. Потім переїхали в Елегест Тандинського кожууна, батько працював головою сільради. Далі переїхали в Кизильський кожуун — в Чербі, де навчався у шостому класі. Закінчив школу в Зубовці (Бурен-Хеме) Каа-Хемського кожууна з золотою медаллю — перша в історії школи.

### Робота і освіта
З червня по серпень 1983 року був спортивним інструктором Суг-Бажинської середньої школи Каа-Хемського кожууна.
З 1986 по 1988 року проходив строкову службу в лавах Радянської армії. Служив в Комі АРСР, в Печорі, в ракетних військах. Через півтора року служби, в 1987 році направили в Сари-Шаган, Кушку, Афганістан.
Закінчив філософський факультет УрГУ у 1990 році за спеціальністю «філософ-політолог, викладач соціально-політичних наук у вищих навчальних закладах», в 1993 році — очну аспірантуру Уральського державного університету за спеціальністю «соціологія». З 1989 по 1990 рік працював стажистом-викладачем Далекосхідного державного університету.

### Політична діяльність
З 1996 по 1998 рік — заступник голови Фонду допомоги сім'ям загиблих, інвалідам та ветеранам війни в Афганістані.
У квітні 1998 року був обраний депутатом, потім — головою Верховного Хуралу Республіки Тива. З 1998 року за посадою входив до складу Ради Федерації, був заступником голови Комітету у міжнародних справах. У грудні 2001 року склав повноваження члена Ради Федерації у зв'язку з обранням його представником від Верховного Хурала Республіки Тива у відповідності з новим порядком формування Ради Федерації, потім обирався депутатом Верховного Хурала Республіки Тива третього скликання.
17 березня 2002 року балотувався на виборах Голови Республіки — Голови Уряду, набрав 22 % голосів і поступився колишньому президенту Тиви Ооржаку Шериг-оолу (53 %). В подальшому обіймав посаду першого заступника Голови Уряду Республіки Тива, а потім, з вересня 2003 по січень 2005 року — міністра торгівлі, побутового обслуговування та розвитку підприємництва Республіки Тива.

### Глава Республіки Тива

#### Перший термін (2007—2012)
У квітні 2007 року Президент Росії Володимир Путін вніс на розгляд парламенту Республіки Тива кандидатуру Шолбана Кара-оола для наділення його повноваженнями голови уряду республіки Тува. 6 квітня Великий Хурал Туви затвердив Кара-оола на посаді. Інавгурація відбулася 18 травня 2007 року.
Одним з перших кроків Шолбана Кара-оола на цій посаді була повна реабілітація основоположника тувинської державності Буяна-Бадыргы (Указ Глави Туви Шолбана Кара-оола від липня 2007 р.). Протягом кілька років був розроблений і реалізований проект по зведенню пам'ятника Буяну-Бадыры, 6 вересня 2014 року відбулося урочисте відкриття пам'ятника, встановленого в будівлі Національного музею республіки, в рік святкування 100-річчя єднання Туви і Росії, що проходили в Кизилі за участю Президента Володимира Путіна.
Також запустили збір коштів на будівництво пам'ятника Інокентію Сафьянову.

#### Другий термін (2012—2016)
Термін повноважень закінчувався у квітні 2012 року. За чинним законодавством, партія «Єдина Росія» запропонувала президенту Росії Дмитру Медведєву три кандидатури на посаду керівника республіки на наступний п'ятирічний термін: Шолбана Кара-оола, голови парламенту Туви Да'уаа Кан-оола і главу Кизила Віктора Тунєва. Дмитро Медведєв вибрав Шолбана Кара-оола і 25 лютого 2012 року вніс його кандидатуру на розгляд депутатів парламенту для продовження його повноважень. 2 березня Верховний Хурал (парламент Туви) затвердив кандидатуру Кара-оола одноголосно її підтримали всі 29 голосувавших депутатів.
23 травня 2016 року подав у відставку за власним бажанням, яка була прийнята Президентом Росії. У той же день Указом Володимира Путіна призначений тимчасово виконуючим обов'язки Глави Республіки Тива до вступу на посаду особи, обраною Головою Республіки Тива.

#### Третій термін (2016—2021)
23 травня 2016 року подав у відставку за власним бажанням, яку прийняв Президент Росії. Того ж дня Указом Володимира Путіна призначений тимчасово виконуючим обов'язки Глави Республіки Тива до вступу на посаду особи, обраної Главою Республіки Тива.
З 22 вересня 2016 до 7 квітня 2021 року — глава Республіки Тива.
25 травня 2020 року повідомив, що заразився COVID-19, до 4 червня одужав.
7 квітня 2021 року президент Володимир Путін ухвалив його відставку за власним бажанням із посади глави Республіки Тива.

### Депутат Державноъ Думи
19 вересня 2021 року обраний депутатом Державної Думи Федеральних зборів Російської Федерації VIII скликання.

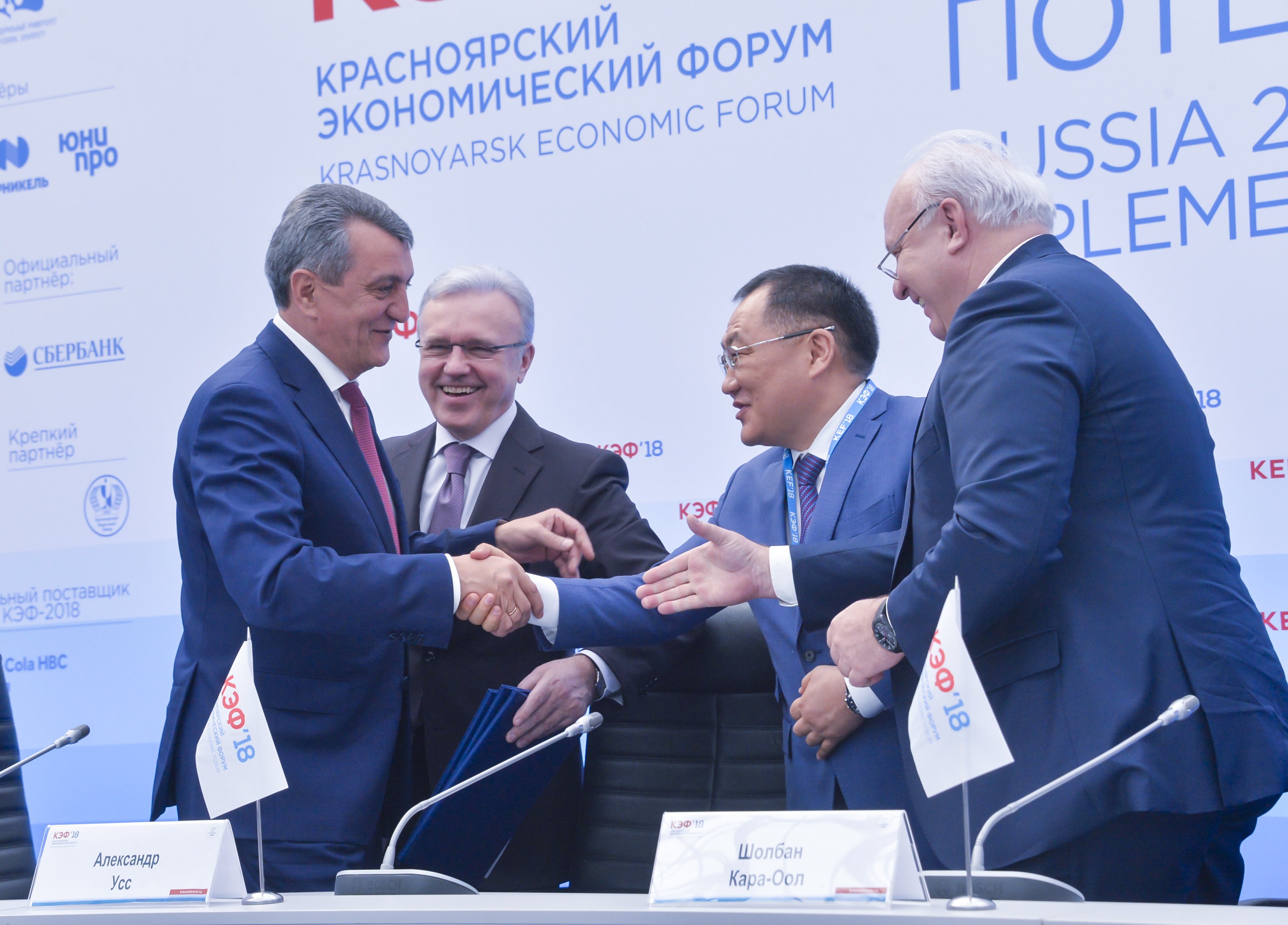
Глави Тиви, Красноярського краю і повноважний представник Президента РФ у СФО: Шолбан Кара-оол, Олександр Усс, Віктор Зімін і Сергій Меняйло на КЕФ-2018

12 жовтня 2021 року затверджений заступником голови Державної Думи VIII скликання.

## Родина
- Батько, Кара-оол Валерій Ховалигович, був директором школи, був головою сільради сіл Елегест, Суг-Бажи, Чербі[12]. Автор книг «Ер адын бадыткаан»[13], «Алдар-ади мөңге читпес» (2010), «Төөгүде арткан сілер» (2012), «Ыдык күштүг Будда бурган» (2013), а також спільно з дружиною Ані Балчировною випустив книгу «Эчис-сорулга, чаарттынган Тиви» (2014)[14]. Ветеран праці (тув. «Күш-ажылдың хоочуну»«Күш-ажылдың хоочуну»), Заслужений працівник освіти Республіки Тива. Засновник благодійного фонду «АВЫДА — ПРОБУЖДЕНИЯ БУДДЫ» (2011)[15]
- Мати, Кара-оол Ані Балчировна, — вчителька рідної мови, суспільствознавець-історик, активістка жіночого руху. Випускала книжки: «Иениң өөрүшкүзү» (2009), «Будданың оттуушкуну» (2011). Ветеран праці (тув. «Күш-ажылдың хоочуну»«Күш-ажылдың хоочуну»).
- Брат, Кара-оол Леонід Валерійович, колишній депутат Великого хурала Тиви, член партії «Єдина Росія», є співвласником мисливського господарства «Вепр+», очолює республіканський «Союз ветеранів Афганістану» (фонд допомагає з працевлаштуванням та адаптацією хлопців-афганців в мирному житті) і дитячу спортивну школу «Чеді-Хаан». Фонд розширив сферу діяльності, надаючи допомогу хлопцям, які служили в Чечні.
- Брат, Кара-Оол Юрій Валерійович, депутат Законодавчої палати Великого Хурала Туви, голова регіональної групи «Єдиної Росії». Очолює тувинську республіканську громадську організацію ветеранів війни «Бойове братство», яка також займається військово-патріотичним табором «Вітчизна»[16].
- Дружина, Кара-оол Лариса Саган-ооловна (уроджена Серен), співвласник і генеральний директор кизильського ТОВ «Докар».
- Дві дочки (Чинчилей і Долгармаа) і син (Валерій)[17].

## Санкції
Шолбан Валерійович Кара-оол ратифікував рішення уряду «Договір про дружбу, співробітництво і взаємодопомогу між Російською Федерацією та Донецькою Народною Республікою та між Російською Федерацією та Луганською Народною Республікою». Депутат російського законодавчого органу, який надає політичну та економічну підтримку незаконним спробам Росії анексувати суверенну українську територію шляхом проведення фіктивних референдумів.
25 лютого 2022 року, на тлі вторгнення Росії в Україну, внесена до санкційного списку Євросоюзу.
11 березня 2022 року внесена до санкційного списку Великої Британії.
30 вересня 2022 року була внесена до санкційних списків США.
4 березня 2022 року доданий до санкційного списку Швейцарії.
12 квітня 2022 року доданий до санкцйного списку Японії.
7 вересня 2022 року доданий до санкційного списку України.

## Нагороди
- Орден Дружби (26 січня 2017) — за досягнуті трудові успіхи, активну громадську діяльність та багаторічну сумлінну працю[24]
- Медаль ордена «За заслуги перед Вітчизною» II ступеня (23 березня 2015) — за досягнуті трудові успіхи, багаторічну сумлінну працю і активну громадську діяльність[25]
- Орден РПЦ «Слави й Честі» II ступеня (2011)[26]